# Strängnäs väderkvarn

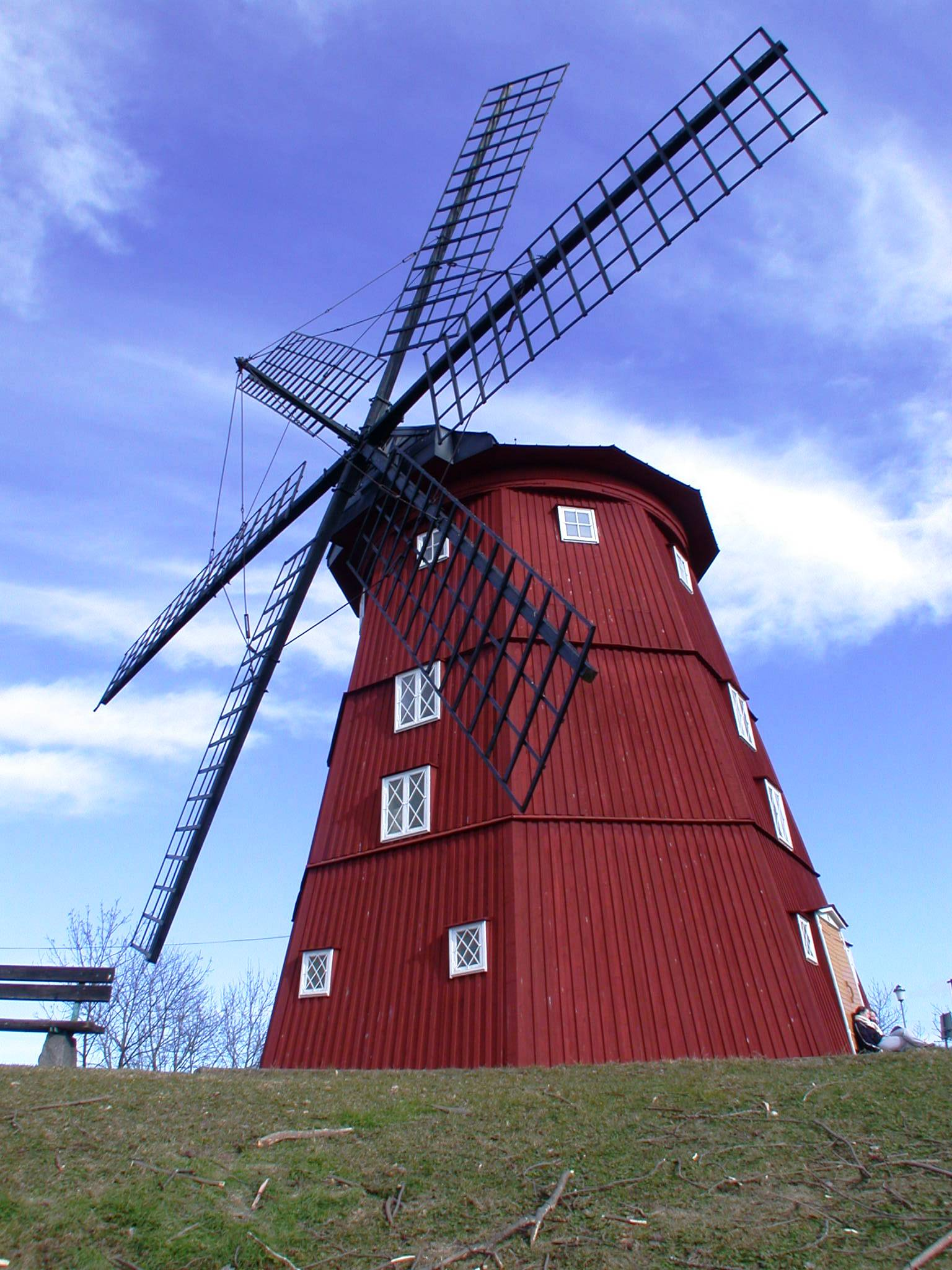
Strängnäs kvarn i mars 2007.

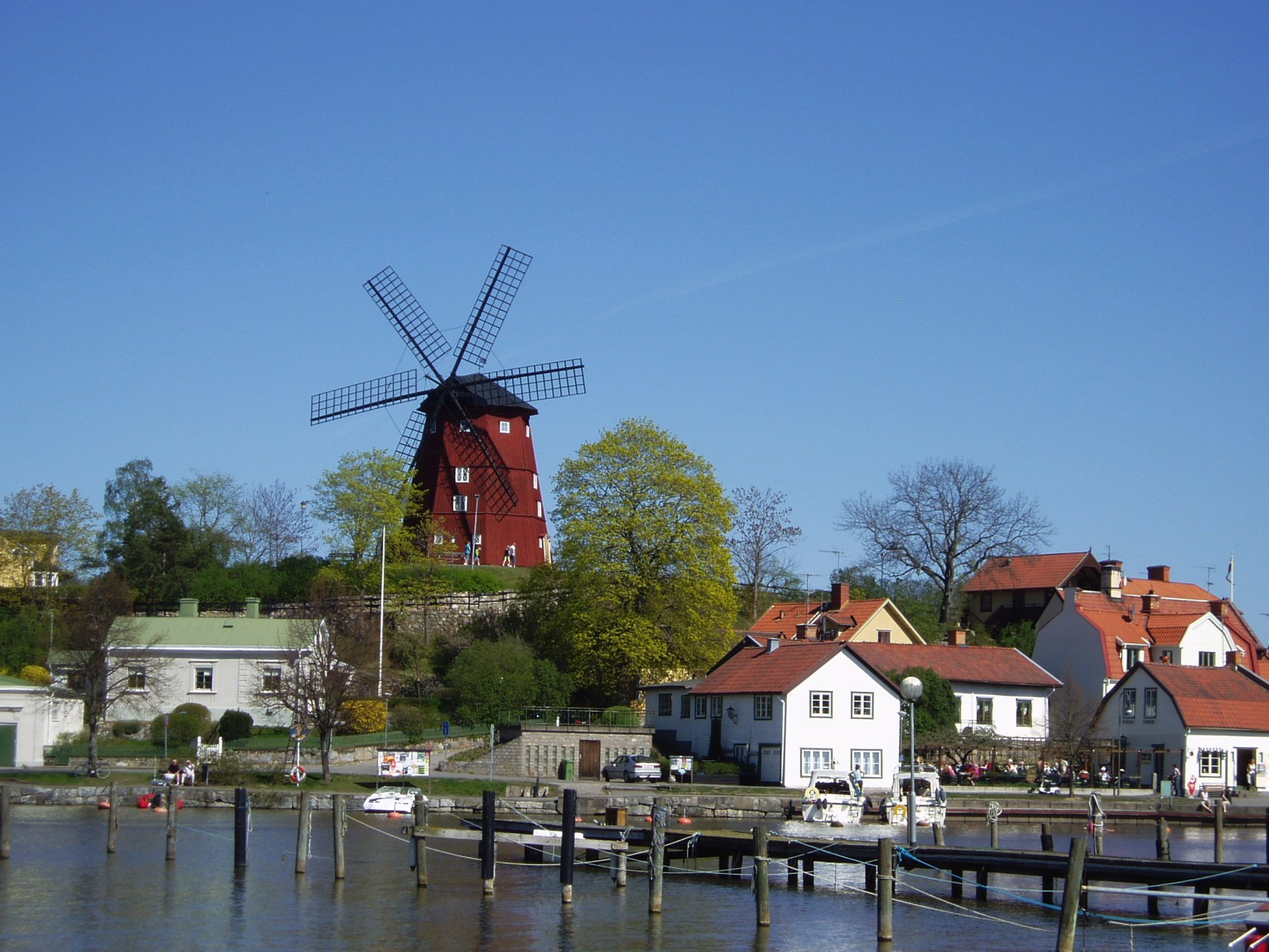
Kvarnen sedd från hamnen, maj 2009.

Strängnäs väderkvarn ligger på Kvarnkullen i centrala Strängnäs, nordväst om Strängnäs domkyrka. Kvarnen uppfördes 1855, och är av holländartyp. Den ägs sedan 1918 av Strängnäs kommun.
Kvarnen är synlig från stora delar av staden, och är förklarad som byggnadsminne av länsstyrelsen i Södermanlands län, enligt vilken den har ett "stort kultur- och lokalhistoriskt intresse." På Kvarnkullens sluttning ner mot staden ligger en hel del äldre träbyggnader som överlevde stadsbranden 1871, bland annat Grassagården.

## Historia
Den första kvarnen på platsen byggdes på 1630-talet. En förändring i skråväsendet 1629 ledde till att Strängnäs invånare inte längre själva kunde mala sitt mjöl i handkvarnar, varför borgmästaren ansökte hos kammarrätten om tillstånd att bygga en tullbelagd väderkvarn. Man vet inte exakt när kvarnen uppfördes, men 1641 stod en Olof Kvarnbyggare noterad som ägare. På 1660-talet var kvarnen nedgången, och troligen byggdes en ny kvarn av stockholmsmjölnaren Olof Nilsson i mitten av årtiondet. Av oklara skäl byggdes dock en ny redan 1687–1688 av borgmästaren Johan Berelius, senare adlad Stierneroos. Omkring 1840 var denna väderkvarn i dåligt skick, och mjölnaren Haglund sålde den 1847 till rådman A.V. Halling och handelsman N.A. Rydberg, som lät riva kvarn och boningshus och började bygga den kvarn som i dag står på kullen.

### Den nuvarande kvarnen
Dagens kvarn stod klar 1855 och byggdes av Gustaf Slagbrand. Maskineriet är i princip helt och hållet tillverkat i trä. Via en drivaxel överfördes kraften från de segelduksklädda vingarna till fyra kvarnstenar. Kvarnen är av holländartyp, med roterbar toppkupol, vilket innebär att den kan vridas för att optimalt utnyttja vindens kraft. Kvarnhuset är åttasidigt och står på stengrund. Det är 14,5 meter högt, med en diameter på 10,5 meter på marknivå, vilket är större än vad kvarnar av denna typ brukar vara. Vingarna är sex till antalet och den största sexvingade kvarnen i Sverige, och deras diameter är 21,5 meter medan omkretsen vid vingspetsarna är 67,5 meter. Maskineriet är fortfarande nästan helt intakt, och kvarnen är således antagligen ännu fullt funktionsduglig.
Den 1 april 1918 såldes kvarnen till Strängnäs kommun av Mathilda Karlsson och hennes barn Erland, Elsa och Edmund. Kommunen betalade 40 000 kronor för kvarnen med omgivande boningshus och ladugård. Därefter arrenderade Erland Karlsson kvarnen i några decennier till. Kvarnen ersattes av en elektrisk valskvarn 1922, med en öppen elmotor på 30 hästkrafter från ASEA.
Efter det att kvarnen tagits ur drift har en del små reparationer gjorts. De största av dessa skedde på 1950-talet; grunden förstärktes 1956 och en större upprustning gjordes 1957.
I dag ingår kvarnen i Strängnäs museums ansvarsområde. Strängnäs kommun och Hembygdsföreningen Strängnäs gille anordnar vid särskilda tillfällen visningar av kvarnen.